# Dangerous (James Blunt)
Dangerous is een nummer van de Britse singer-songwriter James Blunt uit 2011. Het is de vijfde en laatste single van zijn derde studioalbum Some Kind of Trouble.
Blunt vertelde dat dit nummer gaat over het Engelse supermodel Kate Moss. "Ja, ze is een gevaarlijke vrouw", zei hij. Het nummer bereikte geen hitparades in Blunts thuisland het Verenigd Koninkrijk, maar werd in een diverse Europese landen wel een radiohit. In Nederland bereikte het nummer ook geen hitlijsten, terwijl het in Vlaanderen de 75e positie in de Tipparade bereikte.

## Tracklijst
Muziekdownload
1. "Dangerous" - 3:10